# Ramotswa

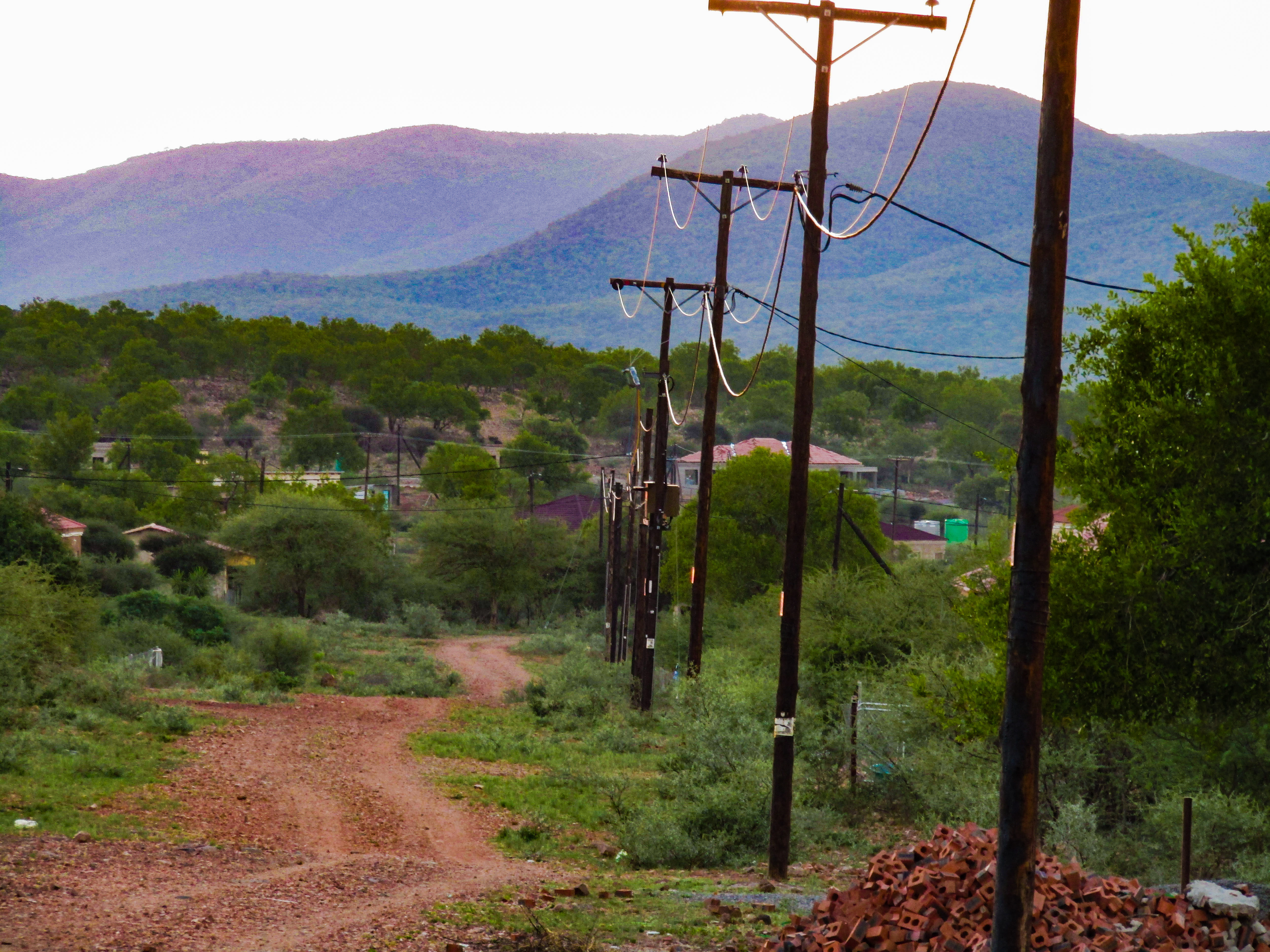
Vue sur la montagne.

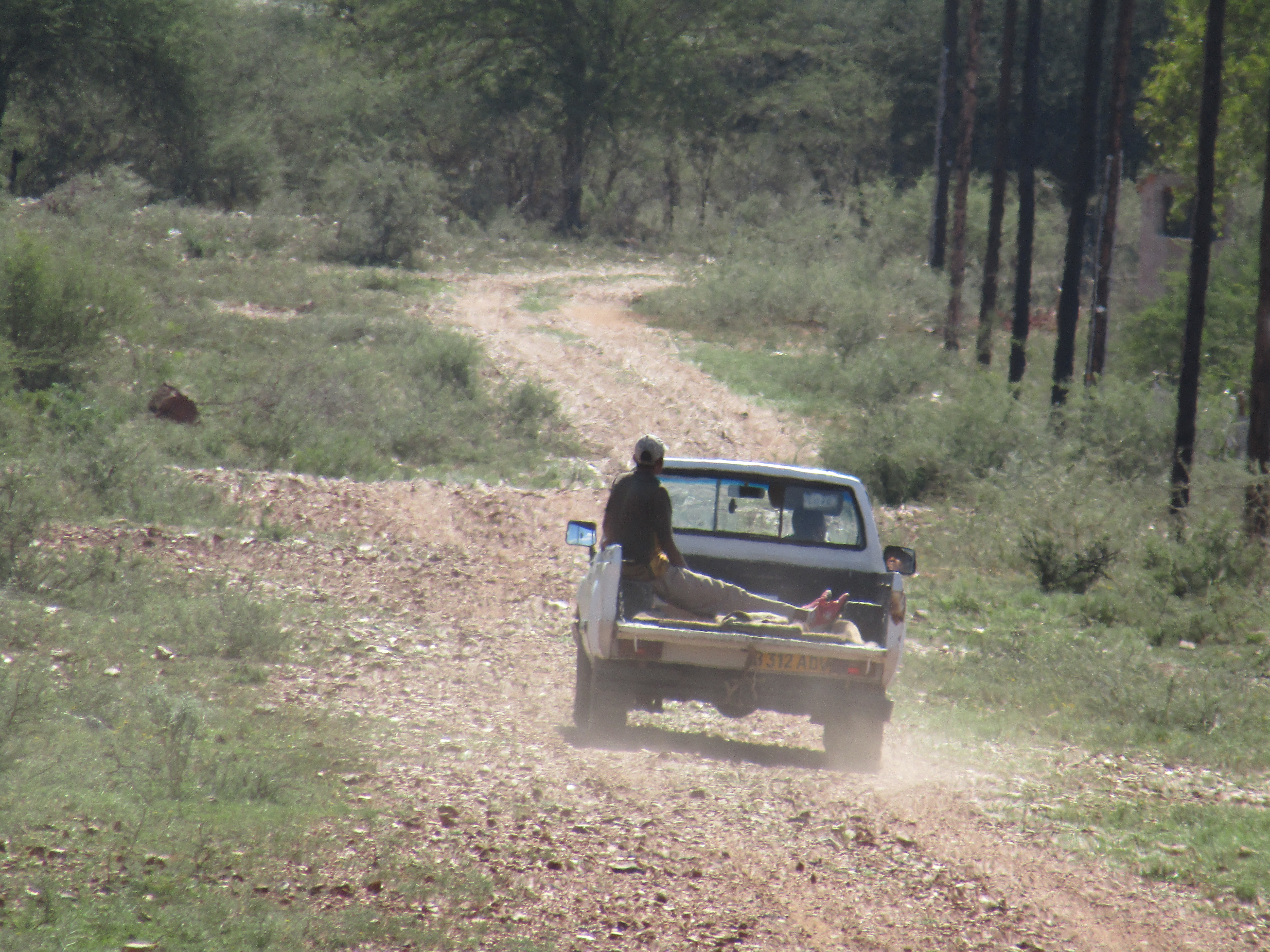
À travers les bois.

Ramotswa est une ville du Botswana qui fait partie du District du Sud-Est.
C'est la capitale du peuple Lete (ou Balete), un sous-groupe des Tswanas.
Lors du recensement de 2011, Ramotswa comptait 28 952 habitants.

## Personnalités
- Mosadi Seboko, première femme intronisée chef de tribu (kgosikgolo), pour la tribu des Balete.
- Ofentse Nato, footballeur.